# Koldo Álvarez
Jesús Luis Álvarez de Eulate, más conocido como Koldo (Vitoria, 4 de septiembre de 1970), es un entrenador y exfutbolista naturalizado andorrano de origen español. Actualmente es el director técnico de la selección de fútbol de Andorra.
Desde 1998 y hasta su retirada internacional en 2009, fue convocado por la selección andorrana en 78 ocasiones, como guardameta titular. En noviembre de 2003, con motivo de las bodas de oro de la UEFA, la Federación Andorrana de Fútbol le reconoció como el mejor jugador del país en los últimos 50 años.

## Carrera deportiva
Comenzó a jugar fútbol en el Club Deportivo Aurrera de Vitoria, equipo de su ciudad, y en 1991 fue contratado por el Atlético de Madrid, donde formó parte de las categorías inferiores. Tras su paso por el club madrileño, recaló en las filas del Club Deportivo Toledo, donde sólo permaneció una temporada, y en la Unión Deportiva Salamanca, que en la temporada 1993/94 consiguió ascender a Segunda División. En todos esos clubes, Koldo disfrutó de pocos minutos.
En 1994 fichó por el Futbol Club Andorra, un equipo andorrano que forma parte de la liga española de fútbol. Koldo se convirtió en el portero titular del equipo, fijó su residencia en el país y comenzó a disputar partidos internacionales bajo la bandera de Andorra. Al mismo tiempo, lo compatibilizó con un empleo como entrenador de las categorías inferiores andorranas. Durante 12 temporadas fue el guardameta titular del FC Andorra, hasta que en 2006 fichó por el Club de Fútbol Balaguer. Tras jugar solo 10 partidos y permanecer una temporada, regresó en 2007 a su antiguo club, donde se retiró como futbolista.
Desde febrero de 2010, Koldo Álvarez es el director seleccionador del combinado nacional andorrano.

### Selección nacional
Koldo se naturalizó andorrano años después de establecerse en el país. El 3 de junio de 1998 debutó como internacional frente a Brasil, en un encuentro que se saldó con derrota por 0:3, y en 10 años fue convocado por el combinado nacional en 79 ocasiones. Su último encuentro fue una derrota por 6:0 frente a Inglaterra en Wembley, donde el público le aplaudió cuando fue sustituido por su buena labor, pese a la goleada encajada.
La Federación Andorrana de Fútbol le reconoció como el mejor jugador andorrano en los últimos 50 años, durante las bodas de oro de la UEFA en 2003. En febrero de 2010, Koldo se convirtió en el seleccionador absoluto del combinado nacional, en sustitución de David Rodrigo, director técnico desde 1999.

## Trayectoria

### Como jugador
| Club                      | País    | Año       |
| ------------------------- | ------- | --------- |
| Aurrerá de Vitoria        | España  | 1988-1989 |
| Toledo                    | España  | 1989-1990 |
| Club Atlético de Madrid   | España  | 1990-1991 |
| Club Atlético de Madrid B | España  | 1991-1993 |
| Salmantino                | España  | 1993-1994 |
| Futbol Club Andorra       | Andorra | 1994-2006 |
| Club de Fútbol Balaguer   | España  | 2006-2007 |
| Futbol Club Andorra       | Andorra | 2006-2009 |

### Como entrenador
| Club                           | País    | Año           |
| ------------------------------ | ------- | ------------- |
| Selección de fútbol de Andorra | Andorra | 2010-presente |

## Distinciones individuales
| Distinción                | Año  |
| ------------------------- | ---- |
| Jugador de oro de Andorra | 2003 |